# Tipula cypris
Tipula cypris är en tvåvingeart som beskrevs av Mannheims 1963. Tipula cypris ingår i släktet Tipula och familjen storharkrankar. Inga underarter finns listade i Catalogue of Life.